# HMS Perseus (T101)

HMS Perseus heraldiska vapen. Motivet är den traditionella representationen av stjärnbilden Perseus.

HMS Perseus (T101) var en svensk torpedbåt, sjösatt den 23 mars 1950. Hon hade från början tre stycken Mercedes-Benz-dieslar om 7 500 hk totalt. 1953 fick hon namnet Perseus. Hon var till en början lätt att känna igen, med sin för moderna torpedbåtar, unika skorsten. Hon var ursprungligen avsedd att ha tre stycken Götaverken 10-cyl motkolvsmotorer på vardera cirka 3 000 hk. Denna leverans försenades och då valdes de begagnade Mercedesdieslarna. Farten blev trots allt över 37 knop. Fartyget hade bra sjöegenskaper men tenderade att ta mycket vatten över sig i hårt väder. Få fartyg i flottan har haft samma experimentkaraktär som Perseus. Fartyget blev prototyp för den efterföljande Plejad-klassen, inför vilken endast smärre förändringar gjordes. Perseus användes senare som experimentfartyg för olika maskinprov. Bland annat provades 1961 en gasturbin med vinkelväxel och KaMeWa-propellrar som sedermera underlättade konstruktionsarbetet för den kommande Spica-klassen. Perseus såldes för skrotning i Ystad 1971.